# هارون بول
هارون بول هو ممثل كندي، ولد في 17 مارس 1977 في كندا.

## وصلات خارجية
- هارون بول على موقع IMDb (الإنجليزية)
- هارون بول على موقع قاعدة بيانات الفيلم (الإنجليزية)